# Старик и море (фильм, 1990)
«Старик и море» — телевизионный фильм 1990 года, основанный на романе Эрнеста Хемингуэя «Старик и море». Фильм был номинирован на три премии «Эмми» за выдающиеся достижения в музыке для мини-сериала или специальные (драматическое подчеркивание), выдающееся редактирование звука для мини-сериала для специального и выдающееся микширование звука для драматического мини-сериала или специального. Стивен Граббс также получил награду «Золотая катушка» кинематографических кинематографистов за лучшую звуковую обработку в телевизионной форме — Диалог и ДОПОГ.